# GWR-Klasse 4073
Die Klasse 4073 oder Castle-Klasse waren Dampflokomotiven der Great Western Railway (GWR), die von 1923 bis 1950 in den Swindon Works gebaut wurden. Der von Charles Collett entworfene Nachfolger der Star-Klasse war die leistungsfähigste Schnellzuglokomotive Großbritanniens in ihrer Zeit. Die meisten der 171 gebauten Lokomotiven wurden bis 1965 ausgemustert, acht sind zum Teil in betriebsfähigem Zustand erhalten geblieben. Die Lokomotiven der Castle-Klasse bespannten den Cheltenham Flyer, der den Rekord für den Schnellzug mit der höchsten Reisegeschwindigkeit hielt.

## Vorgeschichte
Der sehr erfolgreiche Entwurf der Castle-Klasse geht auf die Star-Klasse von 1907 zurück. Mit dieser Klasse wurden die Design-Grundlagen gelegt, die den erfolgreichen GWR-Schnellzugloks gemeinsam war: ein Vierzylinder-Triebwerk mit langhubigem Rundschieber, das auf ein Fahrwerk mit drei Kuppelachsen und vorlaufendem Drehgestell wirkt, sowie Belpaire-Stehkessel. Die Star-Klasse wurde für die Beförderung der hochwertigen Schnellzüge der GWR entwickelt, bis 1914 waren 61 Lokomotiven im Einsatz. Nach dem Ersten Weltkrieg war eine stärkere Lokomotive notwendig. Um diesem Bedürfnis gerecht zu werden, hatte der leitende Maschinenbauingenieur G. J. Churchward eine vergrößerte Star-Klasse im Kopf. Sie sollte den größeren Standardkessel Nr. 7 verwenden, wie er in der für die Beförderung von Eilgüterzügen gebauten 1’D-Lokomotiven der Klasse 4700 eingesetzt wurde. Diese Kombination hätte jedoch die Achslast über die durch die übliche Gleisbauweise gesetzte 20-Tonnen-Grenze angehoben, sodass die Idee wieder verworfen wurde.

## Entwurf
C. B. Collett trat 1922 die Nachfolge von Churchward als Obermaschineningenieur der GWR an und machte sich sofort daran, eine neue Lokomotivbaureihe zu konzipieren, welche die Star-Klasse ergänzen und auch auf den schwierigsten Strecken eingesetzt werden konnte. Colletts Lösung bestand darin, zwar das Grundkonzept der Star-Klasse zu übernehmen, aber den Rahmen zu verlängern und einen neu entwickelten Standardkessel zu verwenden, der sowohl größer als auch leichter als der alte war. Die größere zur Verfügung stehende Dampfmenge erlaubte es, die Abmessungen der Zylinder von 381 mm × 660 mm auf 406 mm × 660 mm zu erhöhen. Der verlängerte Rahmen ermöglichte, das Führerhaus ebenfalls zu verlängern und mit einem Seitenfenster zu versehen. Weiter konnte die Feuerbüchse verlängert und dadurch die Rostfläche vergrößert werden.
Das Ergebnis war eine wohlproportionierte Lokomotive mit einer gegenüber der Star-Klasse von 124 auf 140 kN erhöhten Zugkraft, die aber trotzdem die 20-Tonnen-Achslast einhielt. Die Vierzylinder-Heißdampflokomotiven haben einen Zweiachsantrieb ähnlich wie ihn Alfred de Glehn bei seinen Verbunddampflokomotiven angewendet hatte: Die beiden Innenzylinder treiben die erste Achse, die beiden Außenzylinder die zweite Achse an.

## Bau

### Neubauten
Im Gegensatz zur Star-Klasse wurde kein Prototyp gebaut. Collett war von der Konstruktion so überzeugt, dass er 1923 direkt den Auftrag zum Bau einer Serie von zehn Lokomotiven an die Swindon Works erteilte, der dort als Baulos 224 geführt wurde. Zwischen der im August 1923 abgelieferten ersten Lokomotive und der zweiten im Dezember abgelieferten Lokomotive vergingen vier Monate, die zur Behebung von Kinderkrankheiten benötigt wurden. Danach wurden die restlichen acht Lokomotiven in regelmäßigen Abständen bis April 1924 ausgeliefert.
Die Lokomotiven erhielten die Nummern 4073 bis 4082 in unmittelbarer Fortsetzung der an die Star-Klasse vergebenen Nummernreihe. Die Namen der Lokomotiven wurden nach Burgen im Westen des von der GWR bedienten Gebietes gewählt, beginnend mit Caerphilly Castle. In den 27 Jahren von August 1923 bis August 1950 wurden 155 Castle-Klasse-Lokomotiven gebaut und weitere 16 aus anderen Klassen umgebaut.
Die Castle-Klasse-Lokomotiven wurden mit minimalen Maßänderungen gebaut. Ab Nr. 5013 wurde die Form der vorderen Verkleidung über die Innenzylinder geändert, ab 5043 wurden die Lokomotiven mit einem kürzeren Schornstein ausgerüstet. Die vor 1926 gebauten Lokomotiven wurden mit einem Tender ausgeliefert, der 16 m³ Wasser fasst, danach wurde die Wassermenge auf 18 m³ erhöht.
| Besteller | Baulos | Nr.                     | Ablieferung              |
| --------- | ------ | ----------------------- | ------------------------ |
| GWR       | 224    | 4073 – 4082             | August 1923 – April 1924 |
| GWR       | 232    | 4083 – 4092             | Mai 1925 – August 1925   |
| GWR       | 234    | 4093 – 4099 5000 – 5012 | Mai 1926 – Juli 1927     |
| GWR       | 280    | 5013 – 5022             | Juni 1932 – August 1932  |
| GWR       | 295    | 5023 – 5032             | Juni 1932 – August 1932  |
| GWR       | 296    | 5033 – 5042             | Mai 1933 – Juli 1933     |
| GWR       | 303    | 5043 – 5067             | März 1936 – Juli 1937    |
| GWR       | 310    | 5068 – 5082             | Juni 1938 – Juni 1939    |
| GWR       | 324    | 5093 – 5097             | Juni 1939 – Juli 1939    |
| GWR       | 357    | 5098 – 5099 7000 – 7007 | Mai 1946 – Juli 1946     |
| BR        | 367    | 7008 – 7027             | Mai 1948 – August 1949   |
| BR        | 375    | 7028 – 7037             | Mai 1950 – August 1950   |

Quelle: 

### Umbauten
Neben den Neubaulokomotiven wurden auch 16 Lokomotiven aus der Star-Klasse und die einzige Pacific-Lokomotive der GWR zu Castle-Klasse-Lokomotiven umgebaut.
Der Umbau der Pacific-Lokomotive dauerte von Januar bis September 1924, wo aus der 111 The Great Bear die Castle-Klasse-Lokomotive 111 Viscount Churchill entstand. Obwohl nur das Vorderende des Originalrahmens, die Nummernschilder und wahrscheinlich nur wenige andere Teile für die neue Lokomotive verwendet wurde, galt das Projekt als Umbau und nicht als Neubau. Die neu entstandene Lokomotive stand bis im Juli 1953 im Dienst.

#### Umbauten aus Star-Klasse-Lokomotiven
Im April 1925 entstand aus der 4009 Shooting Star die 100 A1 Lloyds. Dabei wurde der Star-Klasse-Rahmen verlängert und der bei der Castle-Klasse verwendete Standardkessel Nr. 8 sowie das geänderte Führerhaus der Castle-Klasse aufgebaut. Die Lokomotive stand bis 1950 im Dienst.
Im Oktober 1925 folgte eine weitere Lokomotive, die 4016 The Somerset Light Infantry (Prince Alberts), die gleichartig wie die 4009 umgebaut wurde, aber Nummer und Namen behielt. Weitere zwei Lokomotiven folgten 1926, die 4032 Queen Alexandra und die 4037 The South Wales Borderers. Beide Lokomotiven standen unter gleichem Namen und Nummer im Einsatz bis 1951 bzw. 1962.
Zwischen 1937 und 1940 folgten 12 weitere Lokomotiven aus der Abbey-Serie mit den Nummern 4061–4072. Sie erhielten die neuen Nummern 5083–5092, behielten aber die alten Namen, bis sie zwischen 1937 und 1964 ausrangiert wurden.

### Namen
Alle Lokomotiven waren nach Burgen in Großbritannien benannt, Ausnahmen waren die Lokomotiven 5043–5063, die zuerst auch nach Burgen benannt waren, dann aber 1937 die Namen von britischen Adeligen erhielten. Die 5069 und 5070 trugen die Namen bedeutender Eisenbahningenieure: die 5069 hieß „Isambard Kingdom Brunel“ und die 5070 „Sir Daniel Gooch“. In den Jahren 1940 und 1941 wurden die Lokomotiven 5071–5082 umbenannt und erhielten Namen von Kriegsflugzeugen der Royal Air Force.
Im Februar 1952 wurden wegen des Todes von König Georg VI. Namen und Nummer der beiden Lokomotiven 4082 Windsor Castle und 7013 Bristol Castle getauscht. Der 7013 unter dem Namen und Nummer der 4082 kam die Ehre zu, den Trauerzug des Königs zu ziehen. Die Bezeichnungen der beiden Loks wurden nie zurückgetauscht, sodass die ehemalige 4082 im Jahre 1964 als 7013 und die ehemalige 7013 im Jahre 1965 als 4082 außer Dienst gestellt wurden.

## Öffentlichkeitsarbeit und Versuchsfahrten

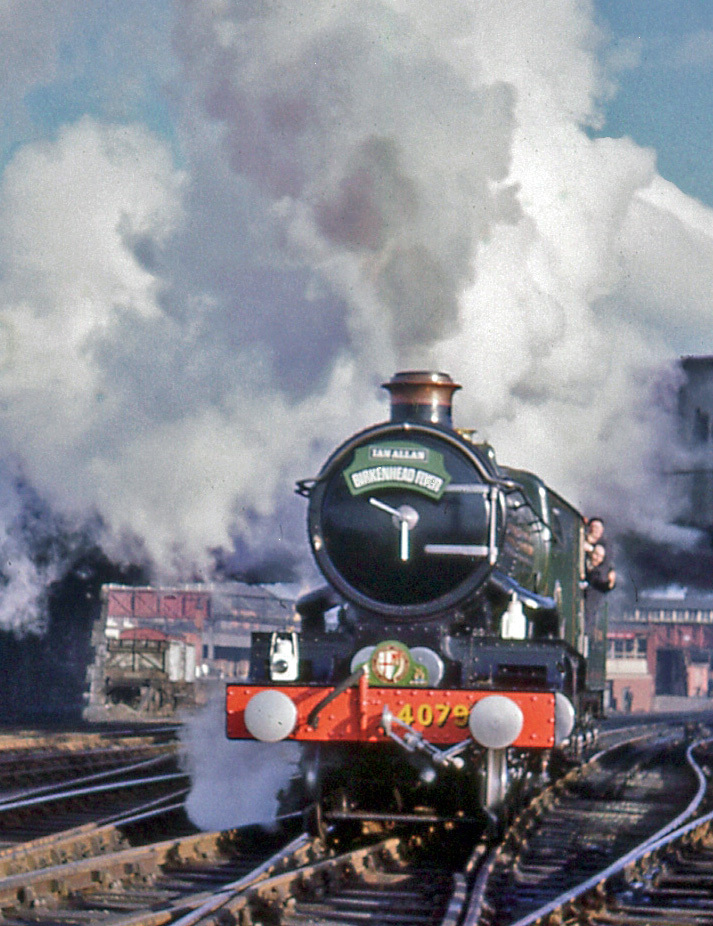
Am 4. März 1967 bereitete sich die 4079 Pendennis Castle in Chester auf die Rückfahrt mit dem Birkenhead Flyer nach Birmingham vor.

Bei der Einführung der Castle-Klasse wurden die Lokomotiven als leistungsfähigste Schnellzuglokomotiven Großbritanniens bezeichnet, da sie rund 10 % mehr Leistung brachten als die Lokomotiven der Star-Klasse. Die erste Lokomotive der Castle-Klasse war die 4073 Caerphilly Castle, die am 23. August 1923 im Londoner Bahnhof Paddington vorgestellt wurde.
Die Lokomotive 4082 Windsor Castle führte 1925 den Hofzug von König George V. und Queen Mary, als diese die Lokomotivfabrik in Swindon besuchten. Viel Aufsehen erregte die Rückfahrt vom Werk zum Bahnhof, bei der dem König erlaubt wurde, die Lokomotive selbst zu bedienen, und sich auch die Queen und mehrere hochrangige GWR-Funktionäre im Führerstand befanden.

### Versuche bei der LNER
1924 wurde die 4073 Caerphilly Castle auf der British Empire Exhibition in Wembley zusammen mit der von Sir Nigel Gresley entwickelten LNER A3 4472 Flying Scotsman ausgestellt. Die GWR behauptete, dass ihre Lokomotive leistungsfähiger sei als die größere LNER A3, womit sie zumindest bezüglich der Zugkraft recht behalten sollte.
Der GWR-Generaldirektor Sir Felix Pole wollte die Aussage durch Versuche verifizieren und schlug dem Generaldirektor der LNER Southern Area, Alexander Wilson, vor, Lokomotiven der beiden Baureihen unter den Bahnen für Tests auszutauschen.
Die Versuche begannen im April 1925 mit der 4079 Pendennis Castle der GWR auf der East Coast Main Line und der 4474 Victor Wild, die die LNER auf den Great Western Main Line einsetzte. Am ersten Morgen sollte die Pendennis Castle einen 480 Tonnen schweren Zug vom King’s Cross nach Doncaster fahren. Die Beamten der LNER erwarteten, dass die kleinere und leichtere Lokomotive Probleme beim Erklimmen der Holloway Bank bekommen würde. Der Eisenbahnschriftsteller Cecil J. Allen berichtet jedoch, dass die GWR-Lokomotive einen schnelleren Start von King’s Cross nach Finsbury Park hinlegte als jede LNER-Pacfic-Lokomotive, die er bis dahin aufgezeichnet hatte. Über diesen Teil des Versuchs hinaus hielt die Pendennis Castle die vorgegebenen Fahrzeiten gut ein und verbrauchte weniger Kohle als die LNER-Lok, was den Stolz dieser Bahn erheblich dämpfte.
Bei der LNER wurde die Victor Wild vor den Cornish Riviera Express gespannt und mit der 4074 Caldicot Castle verglichen. Obwohl sie die Fahrzeiten einhalten konnte, erwies sich der längere Radstand der Pacific-Lokomotive als ungeeignet für die vielen Kurven der Strecke. Wieder hatte die GWR die Ehre, mit der Caldicot Castle die bessere Lok zu haben. Sie verbrauchte weniger Kohle und traf immer vorzeitig ein, was besonders in den letzten zwei Tagen des Versuchs auffiel, als die Lokomotive in beiden Richtungen 15 Minuten vorzeitig am Ziel eintraf.

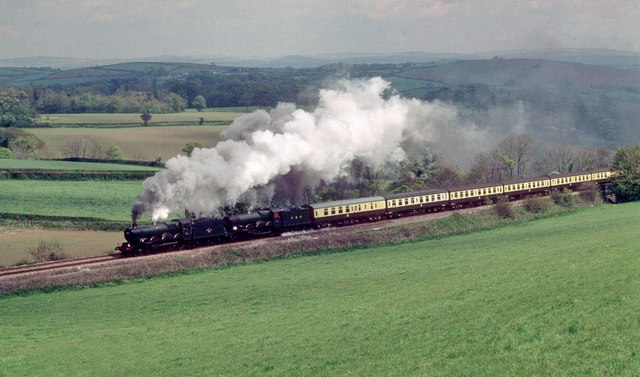
Die Lokomotiven 5051 und 5029 erklimmen mit einem Sonderzug eine Steigung bei St Germans.

### Interesse der LMS
Im Jahre 1926 wurde die 5000 Launceston Castle an die London, Midland and Scottish Railway (LMS) ausgeliehen, die damit Versuche auf der West Coast Main Line von London nach Carlisle durchführte. Die Lokomotive erfüllte die Anforderungen der LMS so gut, dass diese die GWR bat, entweder den Bau einer Serie Castle-Klasse-Lokomotiven für den Einsatz auf der West Coast Main Line oder die Überlassung eines vollständigen Satzes von Konstruktionsunterlagen zu offerieren. Beide Anfragen wurden vom GWR-Vorstand abgelehnt.
Mit der Ernennung von William Stanier zum neuen Oberingenieur der Zugförderung bei der LMS erhielt die Bahn doch noch Zugang zum Design der Lokomotive, weil Stanier zuvor Werksleiter der GWR-Lokomotivfabrik in Swindon war.

## Leistung
Die Castle-Klasse bewältigte alle Aufgaben bis auf die sehr schweren Züge, die der King-Klasse vorbehalten waren. Die Castle-Klasse zeichnete sich durch eine hervorragende Leistung aus, insbesondere auf dem Cheltenham Flyer in den 1930er Jahren. Der von der 5006 Tregenna Castle gezogene Schnellzug legte am 6. Juni 1932 die 124 km von Swindon nach Paddington mit einer Reisegeschwindigkeit von 131,4 km/h zurück. Dieser Weltrekord für Dampftraktion galt weithin als erstaunliche Leistung.
Die Lokomotiven galten als sparsam im Verbrauch, es wurde etwa ein Kilogramm Kohle benötigt, um zehn Liter Wasser zu verdampfen.

## Nachträgliche Änderung

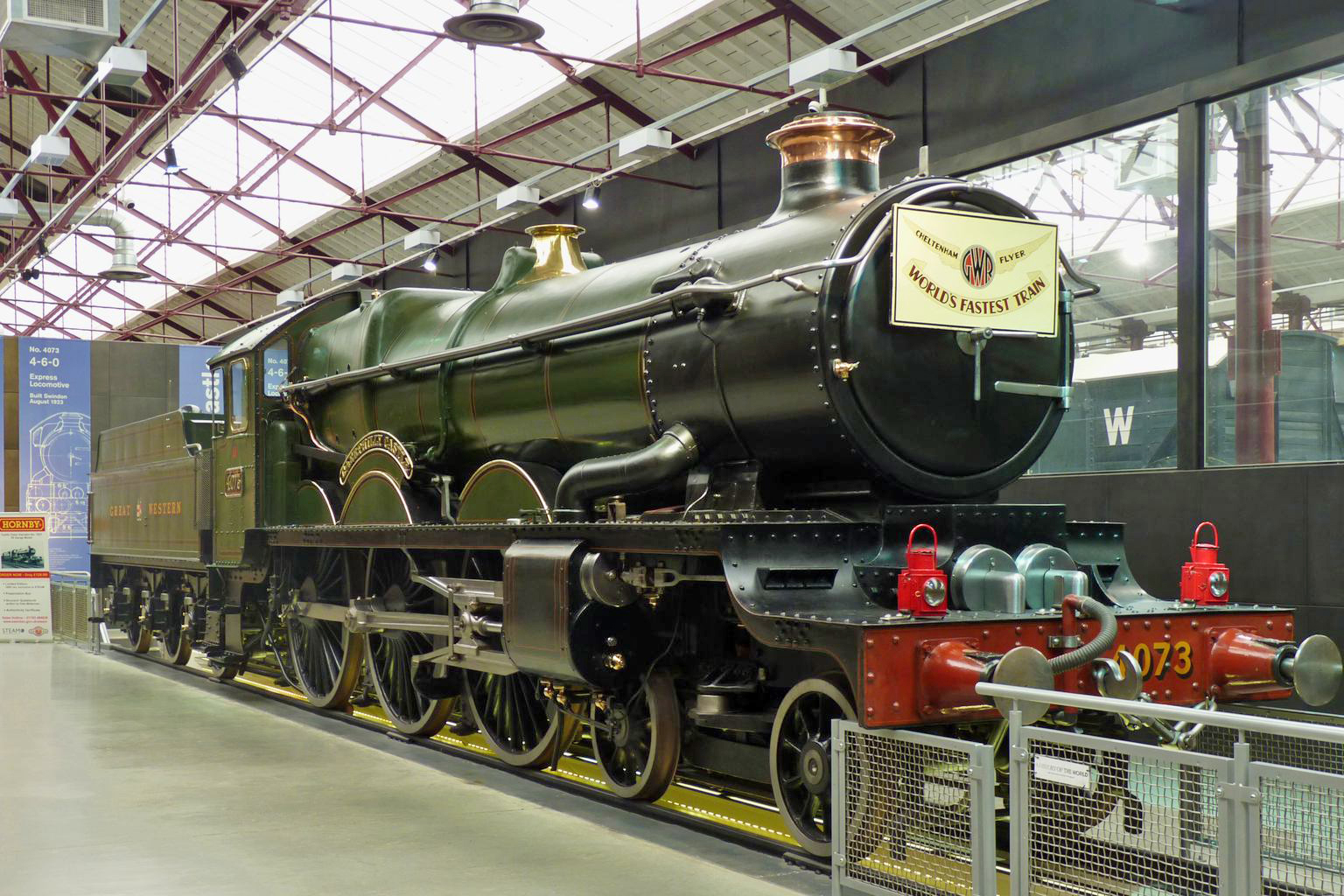
Die erste Lokomotive der Baureihe, die 4073 Caerphilly Castle, ausgestellt mit Cheltenham-Flyer-Namensschild im Great-Western-Railway-Museum in Swindon.

### Stromlinienverkleidung
Mitte der 1930er-Jahre waren Stromlinienlokomotiven weit verbreitet. George Jackson Churchward, der Vorgänger von Oberingenieur Collett, hielt nichts von dieser Idee, da er im Betrieb nur wenige Vorteile, aber zusätzliche Kosten beim Bau und Unterhalt der Lokomotiven anfallen würden. Folglich wird behauptet, dass er bei einer bestehenden Lokomotive lediglich einige Bleche als Flickwerk hinzugefügt hätte. Dies führte wiederum dazu, dass die Lokomotive nicht besonders ästhetisch wirkten. Die Änderungen beinhalteten ein Führerhaus mit V-förmiger Stirnwand, eine halbkugelförmige Rauchkammerverkleidung, sowie eine aerodynamisch optimierte Kesselverkleidung. Die 5005 Manorbier Castle verkehrte von 1935 bis 1940 mit Stromlinienverkleidung.

### Ölfeuerung
Die Kohleknappheit gegen Ende des Zweiten Weltkriegs wurde zu einem großen Problem. Die Great Western begann deshalb ein Programm zur Umrüstung ihrer Lokomotiven auf Ölfeuerung. Die Anglo-Iranian Oil Company, der Vorgänger von BP, unterstützte die Swindon Works bei der Umstellung. Nach dem Umbau von einigen Güterzuglokomotiven folgten die fünf Castle-Class-Lokomotiven 100A1 Lloyds, 5039 Rhuddlan Castle, 5079 Lysander, 5083 Bath Abbey und 5091 Cleeve Abbey. Unter den umgebauten Loks befanden sich mit der 5039 und 5079 zwei Neubaulokomotiven, der Rest waren Umbauten aus der Star-Klasse.
Obwohl sich die Umbauten bewährten, wurde das geplante Programm zur Umstellung von insgesamt 1200 Lokomotiven Großbritanniens doch nicht angegangen, weil die Regierung erkannte, dass sie nicht genügend Devisen hatte, um das Öl zu bezahlen. Es wurde mit zusätzlichen Kosten von 300.000 £ pro Jahr gerechnet. Aus diesem Grund wurden alle Lokomotiven Ende der 1940er Jahre wieder auf Kohle umgestellt.

### Überhitzer
Frederick Hawksworth, der Nachfolger von Collett, vergrößerte 1946 den Überhitzer im Castle-Class-Kessel, was zu weniger Wasserverbrauch führte. Ab 1956 wurde durch den Einbau von Doppelschornsteinen in einigen Lokomotiven der Zug im Kessel verbessert, was in Kombination mit dem größeren Überhitzer ermöglichte, hohe Geschwindigkeiten über längere Zeiten zu fahren. Die 7018 Drysllwyn Castle schaffte im April 1958 mit dem von Bristol nach London verkehrenden The Bristolian in Little Somerford eine Höchstgeschwindigkeit von 164 km/h. Der Zug verkehrte ohne Halt über 189 km und legte diese Strecke in 93 Minuten und 50 Sekunden zurück, was eine Reisegeschwindigkeit von mehr als 120 km/h ergab.

## Weiterentwicklung
Die King-Klasse war eine Weiterentwicklung der Star-Klasse. Sie hatte einen noch größeren Kessel und kleinere Räder mit einem Durchmesser von 1980 mm, was einerseits eine höhere Zugkraft ergab und andererseits das Fahrwerk etwas tiefer setzte, so dass im Fahrzeugumgrenzungsprofil genügend Platz für den größeren Kessel geschaffen werden konnte.

## Unfälle
- Am 30. November 1948 stieß ein von der 5022 Wigmore Castle gezogener Reisezug mit der Tenderlokomotive 4150 der 5101-Klasse zusammen. Der Reisezug überfuhr ein Halt zeigendes Signal, während die Tenderlokomotive ihren Zug im Bahnhof Lapworth in Warwickshire umfuhr.[14] Es wurden acht Reisende verletzt.[15]
- Am 12. November 1958 überfuhr ein Güterzug ein Signal und entgleiste bei der Highworth Junction in Swindon. Ein Zug zum Transport von Zeitungen, bespannt mit der Lokomotive 5009 Shrewsbury Castle, stieß mit den entgleisten Wagen zusammen.[16]

## Ausrangierung
Die Lokomotiven der Castle-Klasse waren den Depot Old Oak Common im Westen von London und Gloucester zugeteilt, wo sie vor Schnellzüge auf der Great Western Main Line und auf der Strecke Bristol–Birmingham eingesetzt wurden. Die meisten Lokomotiven wurden in den Jahren 1962 bis 1964 ausgemustert.
Die Außerdienststellung der Castle-Klass-Lokomotiven begann im März 1950 mit der 100 A1 Lloyds – eine aus der Star-Klasse umgebaute Lokomotive, die ein Einzelstück war. Erst neun Jahre später im Januar 1959 folgte die erste ab Werk als Castle-Klass gebaute Lokomotive mit der 4091 Dudley Castle.
Die niedrigste Laufleistung bei ihrer Ausrangierung hatte die 7035 Ogmore Castle mit einer knappen Million Kilometer, die sie zwischen August 1950 und Juni 1964 erbracht hatte, die höchste die 4080 Powderham Castle, welche in über 40 Jahren eine Laufleistung von 3,2 Millionen km erreichte.
Die letzten drei ausrangierten Castle-Klasse-Lokomotiven waren am Schluss dem Depot Gloucester zugeteilt. Es waren dies die 5042 Winchester Castle und 7022 Hereford Castle, die im Juni 1965 ausgemustert wurden, und die 7029 Clun Castle, die im Dezember 1965 abgestellt wurde. Diese Lokomotive war auch dem letzten die Paddington Station am 27. November 1965 verlassenden Dampfzug vorgespannt.
| Jahr | Anzahl in Betrieb stehender Lokomotiven am Anfang vom Jahr | Anzahl ausgemusterter Lokomotiven im Jahr | Gesamte Anzahl ausgemusterter Lokomotiven | Loknummern |
| ---- | ---------------------------------------------------------- | ----------------------------------------- | ----------------------------------------- | --- |
| 1950 | 171                                                        | 1                                         | 1                                         | 100 A1 (Einzelstück aus Umbau Star-Klasse) |
| 1951 | 170                                                        | 2                                         | 3                                         | 4016, 4032 |
| 1953 | 168                                                        | 1                                         | 4                                         | 111 (Einzelstück aus Umbau Pacific-Lokomotive) |
| 1957 | 167                                                        | 1                                         | 5                                         | 4000 |
| 1958 | 166                                                        | 1                                         | 6                                         | 5086 |
| 1959 | 165                                                        | 3                                         | 9                                         | 4091, 5010, 5083. |
| 1960 | 162                                                        | 7                                         | 16                                        | 4073, 4084, 4097, 5005, 5009, 5028, 5079 |
| 1961 | 155                                                        | 4                                         | 20                                        | 4037,4075,4083,4092 |
| 1962 | 151                                                        | 54                                        | 74                                        | 4077,4078,4085,4086,4094,4095,4099, 5003,5004,5006,5007,5008,5011,5012, 5013,5016,5017,5019,5020,5021,5024, 5027,5030,5032,5033,5034,5035,5036, 5044,5045,5046,5047,5048,5052,5053,5059, 5061,5062,5064,5066,5067,5068,5069, 5072,5075,5077,5078,5082,5084,5088, 5090,5094,5095,7016 |
| 1963 | 97                                                         | 49                                        | 123                                       | 4074,4076,4081,4087,4090,4096,4098, 5001,5015,5022,5023,5025,5029,5031, 5038,5040,5041,5043,5049,5050,5051, 5058,5060,5065,5071,5080,5081,5087, 5092,5093,5097,5099, 7000,7001,7006,7007,7009, 7015,7017,7018,7020,7021, 7027,7028,7030,7031,7033, 7036,7037                         |
| 1964 | 48                                                         | 36                                        | 159                                       | 4079,4080,4082,4088,4089,4093, 5000,5002,5018,5026,5037,5039, 5054,5055,5056,5057,5070,5073, 5074,5076,5085,5089,5091,5096,5098, 7002,7003,7004,7005,7008,7010,7012,7019, 7025,7026,7032                                                                                             |
| 1965 | 12                                                         | 12                                        | 171                                       | 5014,5042,5063, 7011,7013,7014,7022,7023,7024,7029,7034,7035. |

## Erhaltene Lokomotiven
Es sind acht Lokomotiven der Castle-Klasse erhalten. Drei wurden direkt von der BR abgekauft, die 4073 Caerphilly Castle, die 4079 Pendennis Castle und die 7029 Clun Castle, der Rest wurde von einem Schrottplatz im Hafen von Barry übernommen.
Im Jahr 2018 ist nur die 7029 Clun Castle betriebsfähig, hat aber noch keine gültige Papiere für den Verkehr auf Hauptstrecken, während die 5043 Earl of Mount Edgcumbe auf eine kleine Revision wartet. Beide Lokomotiven gehören zusammen mit der 5080 Defiant der Vintage Trains Limited, dem ersten britischen Eisenbahnunternehmen, das als Gemeinnützige Aktiengesellschaft organisiert ist.
Die meisten Lokomotiven bis auf die 4073 Caerphilly Castle und 7027 Thornbury Castle sind nach ihrer Ausmusterung bei der BR zumindest zeitweise in betriebsfähigem Zustand geblieben, so dass sie Sonderzüge auf den Hauptstrecken Großbritanniens bespannen konnten:
Die 7029 Clun Castle und 4079 Pendennis Castle zogen zum feierlichen Ende der direkten Züge von Paddington nach Birkenhead Extrazüge von Banbury bzw. Oxford nach Chester.
Die 4079 Pendennis Castle führte nach ihrer Ausmusterung einige Museumszüge auf Hauptstrecken in Großbritannien, bevor sie 1973 nach Australien gebracht wurde. Sie war in beiden Ländern eine beliebte Dampflokomotive und verkehrte 1988 in Australien im Rahmen der 200-Jahre-Australien-Feier zusammen mit der 4472 Flying Scotsman von LNER. Die 4079 kehrte 1999 nach Großbritannien zurück und ist 2018 im Didcot Railway Centre zur Aufarbeitung.
Die beiden Lokomotiven 4073 Caerphilly Castle und 7027 Thornbury Castle sind seit ihrer Ausmusterung nicht mehr betriebsfähig. Die 4073 Caerphilly Castle wurde direkt der nationalen Sammlung historischer Schienenfahrzeuge in Großbritannien (UK National Collection) übergeben und ist im Museum of the Great Western Railway in Swindon ausgestellt.
Die 7027 Thornbury Castle war lange Zeit im Zustand, wie sie vom Schrottplatz geholt wurde, wird jetzt aber restauriert. Im Juli 2016 wurde sie von Pete Waterman an das Transportunternehmen JJP Holdings SW Limited in Somerset verkauft und mit einem Tieflader nach Weston-super-Mare transportiert, wo sie im Busdepot von Crosville Motor Services auf einem provisorischen Gleis abgestellt wurde. Im Sommer 2018 wurde sie auf der Straße in das Tyseley Locomotive Works bei Birmingham transportiert, wo sie in den nächsten sechs Jahren wieder betriebsfähig für den Dienst auf Hauptstrecken aufgearbeitet werden soll.
| Bild | Loknummer | Namen                  | Erbaut am    | Alte Namen                        | Ausgemustert  | Bauart Kamin | Bauart Tender | Besitzer                                                                              | Letzte Fahrt               | Standort 2018                                                  | Zustand 2018 |
| ---- | --------- | ---------------------- | ------------ | --------------------------------- | ------------- | ------------ | ------------- | ------------------------------------------------------------------------------------- | -------------------------- | -------------------------------------------------------------- | --- |
|      | 4073      | Caerphilly Castle      | August 1923  |                                   | Mai 1960      | einfach      | Churchward    | National Railway Museum in York                                                       | Mai 1960                   | Museum of the Great Western Railway in Swindon                 | nicht-betriebsfähiges Ausstellungsstück                                                                                             |
|      | 4079      | Pendennis Castle       | Februar 1924 |                                   | Mai 1964      | einfach      | Collett       | Great Western Society                                                                 | Oktober 1994 in Australien | Didcot Eisenbahnmuseum und Werkstatt für historische Fahrzeuge | Aufarbeitung für Betrieb auf Hauptstrecken Spendensammlung für Zugsicherungssystem und für Elektronische Fahrtenregistrierung läuft |
|      | 5029      | Nunney Castle          | Mai 1934     |                                   | Dezember 1963 | einfach      | Collett       | Jeremy Hosking Geschäftsmann und Multimillionär                                       | 2015                       | Diesel Depot in Crewe                                          | Aufarbeitung für Betrieb auf Hauptstrecken                                                                                          |
|      | 5043      | Earl of Mount Edgcumbe | März 1936    | Barbury Castle bis September 1937 | Dezember 1963 | doppelt      | Hawksworth    | Vintage Trains                                                                        | Juni 2018                  | Tyseley Locomotive Works in Birmingham                         | abgestellt, wartet auf eine kleine Revision                                                                                         |
|      | 5051      | Earl Bathurst          | Mai 1936     | Drysllwyn Castle bis August 1937  | Mai 1963      | einfach      | Collett       | Great Western Society                                                                 | März 2007                  | Didcot Railway Centre                                          | nicht-betriebsfähiges Ausstellungsstück                                                                                             |
|      | 5080      | Defiant                | Mai 1939     | Ogmore Castle bis Januar 1941     | April 1963    | einfach      | Collett       | Vintage Trains                                                                        | 1997                       | Tyseley Locomotive Works in Birmingham                         | abgestellt, Spendensammlung für Aufarbeitung läuft.                                                                                 |
|      | 7027      | Thornbury Castle       | August 1949  |                                   | Dezember 1963 | einfach      | Hawksworth    | Jonathan Jones Pratt Besitzer des ehemaligen Busunternehmens Crosville Motor Services | 1963                       | West Somerset Railway                                          | Aufarbeitung für Betrieb auf Hauptstrecken frühestens 2024 beendet                                                                  |
|      | 7029      | Clun Castle            | Mai 1950     |                                   | Dezember 1965 | doppelt      | Collett       | Vintage Trains                                                                        | 2001                       | Tyseley Locomotive Works in Birmingham                         | seit Oktober 2017 wieder betriebsfähig, Bewilligung für Hauptstrecken fehlt noch                                                    |

Quelle:

## Modelle

### Nenngröße 00
Modelle in der Nenngröße 00 können auf H0-Gleisen verkehren, wirken aber gegenüber den H0-Modellen zu groß weil sie im Maßstab 1:76 und nicht im Maßstab 1:87 gehalten sind. Hornby Railways stellt ein Modell der Castle-Klasse in Nenngröße 00 her.
Bereits früher erschienen Modelle in der Nenngröße 00:
- Für das von Meccano im Jahre 1938 erschienene Hornby Dublo-System – eine mit Gleichstrom betriebene Dreischienen-Zweileiter-Bahn, erschien 1957 die Lokomotive 7013 Bristol Castle.[24] Später erschien vom Nachfolger der Dublo-Produktion, dem Hersteller Wrenn, die 4075 Cardiff Castle für das mittlerweile auf Zweischienen-Zweileiter umgestellte System. Dieses Modell wurde von 1967 bis 1971 und von 1976 bis 1989 hergestellt.[25]
- Von Airfix GMR erschien ab 1979[26] die 4079 Pendennis Castle[27] und die 4073 Caerphilly Castle.[28]
- Von Dapol, einem walisischen Hersteller war die 4073 Neath Abbey erhältlich.[29]

### Nenngröße TT
In den 1960er-Jahren stellte Tri-ang Railways in der Nenngröße TT die Lokomotive 4082 Windsor Castle her.

### Nenngröße N
Von Graham Farish gibt es in der Nenngröße N Castle-Klass-Lokomotiven mit verschiedenen Nummern.